# Lipogènesi
La lipogènesi és el procés metabòlic mitjançant el qual el cos converteix carbohidrats consumits amb la dieta en àcids grassos, que seguidament s'esterifiquen per a formar triacilglicerols i s'emmagatzemen en adipòcits.
La lipogènesi comença amb acetil-CoA o malonil-CoA i creix amb l'addició de dues unitats de carboni. La síntesi té lloc al citoplasma, a diferència de l'oxidació β, que es produeix als mitocondris. Molts dels enzims que participen en la síntesi d'àcids grassos estan organitzats en un complex multienzimàtic anomenat «àcid gras sintasa».
En els individus obesos, aquest procés es pot produir fora dels teixits adiposos. La lipogènesi té una eficiència baixa, amb un cost energètic del 20–25% en els porcs. La taxa de conversió de carbohidrats en triacilglicerols només esdevé significativa una vegada s'han saturat les reserves d'energia en forma de glicogen.
No hi ha cap procés que funcioni en sentit contrari, és a dir, que serveixi per a convertir els lípids en carbohidrats en l'ésser humà.